# Liga Europejska w piłce siatkowej 2011/Turniej finałowy
Turniej finałowy (Final Four) Ligi Europejskiej siatkarzy 2011 rozegrany został w dniach 16-17 lipca 2011 roku w Steel Aréna w Koszycach na Słowacji. Wystąpiły w nim 4 reprezentacje. Turniej składał się z półfinałów, meczu o 3. miejsce i finału. 
W rozgrywkach zwyciężyła Słowacja, która w finale pokonała Hiszpanię 3:2. Uzyskała jednocześnie możliwość gry w eliminacjach do Ligi Światowej 2012.

## Drużyny uczestniczące
| Reprezentacja | Sposób kwalifikacji   | Liczba występów w Final Four | Najlepszy wynik   | Ostatni występ |
| ------------- | --------------------- | ---------------------------- | ----------------- | -------------- |
| Hiszpania     | 1. miejsce w grupie B | 4                            | 1. miejsce – 2007 | 2010           |
| Słowacja      | gospodarz             | 3                            | 1. miejsce – 2008 | 2009           |
| Słowenia      | 1. miejsce w grupie A | 1                            | 4. miejsce – 2007 | 2007           |
| Rumunia       | 1. miejsce w grupie C | 1                            | 4. miejsce – 2010 | 2010           |

## Hala sportowa
| Steel Aréna                               |
| ----------------------------------------- |
| Koszyce                                   |
| 48°42′53″N 21°14′53″E/48,714722 21,248056 |
| Pojemność: 8 378                          |
|                                           |

## Mecze
Godzina rozpoczęcia meczu jest podana w czasie lokalnym.
Długość trwania meczu nie wlicza przerw pomiędzy setami.
Półfinały
| 16 lipca 2011 | Słowenia           | 2:3 (24:26, 25:23, 25:19, 17:25, 12:15) | Hiszpania                                 | Steel Aréna, Koszyce                               |  |
| 16:00         | Tine Urnaut 18 pkt | raport                                  | Sergio Noda 19 pkt Jorge Fernández 19 pkt | Widzów: 1000 Sędziowie: Martin Hudík i Piotr Dudek |  |

| 16 lipca 2011 | Słowacja           | 3:0 (25:14, 28:26, 25:19) | Rumunia                     | Steel Aréna, Koszyce                                        |  |
| 19:00         | Milan Bencz 18 pkt | raport                    | Adrian Radu Gontariu 18 pkt | Widzów: 2000 Sędziowie: Fabrizio Saltalippi i Zorica Bjelić |  |

Mecz o 3. miejsce
| 17 lipca 2011 | Słowenia         | 3:0 (25:20, 25:18, 25:22) | Rumunia                     | Steel Aréna, Koszyce                                 |  |
| 16:00         | Alen Šket 15 pkt | raport                    | Adrian Radu Gontariu 16 pkt | Widzów: 1800 Sędziowie: Zorica Bjelić i Martin Hudík |  |

Finał
| 17 lipca 2011 | Hiszpania          | 2:3 (22:25, 25:22, 26:24, 22:25, 12:15) | Słowacja                | Steel Aréna, Koszyce                                      |  |
| 19:00         | Sergio Noda 23 pkt | raport                                  | Peter Michalovič 20 pkt | Widzów: 4000 Sędziowie: Piotr Dudek i Fabrizio Saltalippi |  |

## Półfinały

### Słowenia - Hiszpania
Sobota, 16 lipca 2011 – 16:00 (UTC+2) • Steel Aréna, Koszyce
Widzów: 1000
Czas trwania meczu: 127 minut
Sędziowie: Martin Hudík (Czechy) i Piotr Dudek (Polska)
| Słowenia           | 2:3                                        | Hiszpania                                 |
| Tine Urnaut 18 pkt | (24:26, 25:23, 25:19, 17:25, 12:15) raport | Sergio Noda 19 pkt Jorge Fernández 19 pkt |

| Poz.            | Nr | Zawodnik        | 1        | 2        | 3        | 4        | 5        | Pkt |
| --------------- | -- | --------------- | -------- | -------- | -------- | -------- | -------- | --- |
| Ś               | 2  | Alen Pajenk     | 7 cztery | 8 pięć   | 7 cztery | 8 pięć   | 7 cztery | 12  |
| A               | 6  | Mitja Gasparini | 5 dwa    | 6 trzy   | 5 dwa    | 6 trzy   | 4 pusty  | 7   |
| Ś               | 7  | Matevž Kamnik   | 4 jeden  | 5 dwa    | 4 jeden  | 5 dwa    | 4 jeden  | 13  |
| R               | 10 | Dejan Vinčič    | 8 pięć   | 9 sześć  | 8 pięć   | 9 sześć  | 8 pięć   | 2   |
| P               | 11 | Vid Jakopin     | 9 sześć  | 4 jeden  | 9 sześć  | 4 jeden  | 9 sześć  | 17  |
| P               | 13 | Tine Urnaut     | 6 trzy   | 7 cztery | 6 trzy   | 7 cztery | 6 trzy   | 18  |
| L               | 8  | Miha Plot       | L        | L        | L        | L        | L        |     |
| Zmiany          |    |                 |          |          |          |          |          |     |
| P               | 3  | Jan Planinc     |          |          |          | 2 zmiana | 4 pusty  | 1   |
| A               | 5  | Alen Šket       | 2 zmiana |          |          | 2 zmiana | 5 dwa    | 5   |
| P               | 18 | Klemen Čebulj   |          |          |          | 2 zmiana | 4 pusty  |     |
| Trener          |    |                 |          |          |          |          |          |     |
| Veselin Vuković |    |                 |          |          |          |          |          |     |

| Poz.                   | Nr | Zawodnik             | 1        | 2        | 3        | 4        | 5        | Pkt |
| ---------------------- | -- | -------------------- | -------- | -------- | -------- | -------- | -------- | --- |
| R                      | 1  | Guillermo Hernán     | 9 sześć  | 9 sześć  | 9 sześć  | 9 sześć  | 9 sześć  | 3   |
| P                      | 3  | Sergio Noda          | 7 cztery | 7 cztery | 7 cztery | 7 cztery | 7 cztery | 19  |
| Ś                      | 10 | Jorge Fernández      | 5 dwa    | 5 dwa    | 5 dwa    | 5 dwa    | 5 dwa    | 19  |
| A                      | 14 | Ibán Pérez           | 6 trzy   | 6 trzy   | 6 trzy   | 6 trzy   | 6 trzy   | 17  |
| Ś                      | 16 | Julián García-Torres | 8 pięć   | 8 pięć   | 8 pięć   | 8 pięć   | 8 pięć   | 10  |
| P                      | 17 | Marlon Palharini     | 4 jeden  | 4 jeden  | 4 jeden  | 4 pusty  | 4 pusty  | 4   |
| L                      | 12 | Francesc Llenas      | L        | L        | L        | L        | L        |     |
| Zmiany                 |    |                      |          |          |          |          |          |     |
| P                      | 6  | Gustavo Delgado      | 2 zmiana |          | 2 zmiana | 4 jeden  | 4 jeden  | 3   |
| P                      | 7  | Fran Rodríguez       | 2 zmiana | 2 zmiana |          | 2 zmiana | 2 zmiana |     |
| A                      | 9  | Daniel Rocamora      |          |          | 2 zmiana | 4 pusty  | 4 pusty  |     |
| Ś                      | 20 | José Miguel Sugrañes | 2 zmiana | 2 zmiana |          | 2 zmiana | 2 zmiana |     |
| R                      | 21 | Víctor Viciana       |          |          | 2 zmiana | 4 pusty  | 4 pusty  |     |
| Trener                 |    |                      |          |          |          |          |          |     |
| Fernando Muñoz Benítez |    |                      |          |          |          |          |          |     |

Statystyki meczowe
| Słowenia | STATYSTYKI        | Hiszpania |
| 103      | MAŁE PUNKTY       | 108       |
| 56       | ATAK              | 59        |
| 15       | BLOK              | 10        |
| 4        | SERWIS            | 6         |
| 28       | BŁĘDY PRZECIWNIKA | 33        |

### Słowacja - Rumunia
Sobota, 16 lipca 2011 – 19:00 (UTC+2) • Steel Aréna, Koszyce
Widzów: 2000
Czas trwania meczu: 83 minuty
Sędziowie: Fabrizio Saltalippi (Włochy) i Zorica Bjelić (Serbia)
| Słowacja           | 3:0                          | Rumunia                     |
| Milan Bencz 18 pkt | (25:14, 28:26, 25:19) raport | Adrian Radu Gontariu 18 pkt |

| Poz.            | Nr | Zawodnik          | 1        | 2        | 3        | 4 | 5 | Pkt |
| --------------- | -- | ----------------- | -------- | -------- | -------- | - | - | --- |
| A               | 1  | Milan Bencz       | 7 cztery | 8 pięć   | 7 cztery |   |   | 18  |
| R               | 2  | Michal Masný      | 4 jeden  | 5 dwa    | 4 jeden  |   |   | 4   |
| Ś               | 3  | Emanuel Kohút     | 9 sześć  | 4 jeden  | 9 sześć  |   |   | 9   |
| P               | 8  | Martin Sopko      | 5 dwa    | 6 trzy   |          |   |   |     |
| Ś               | 14 | Tomáš Kmeť        | 6 trzy   | 7 cztery | 6 trzy   |   |   | 13  |
| P               | 18 | Lukáš Diviš       | 8 pięć   | 9 sześć  | 8 pięć   |   |   | 9   |
| L               | 9  | Roman Ondrušek    | L        | L        | L        |   |   |     |
| Zmiany          |    |                   |          |          |          |   |   |     |
| P               | 6  | Róbert Hupka      |          | 2 zmiana | 5 dwa    |   |   | 4   |
| P               | 13 | Štefan Chrtiansky |          | 2 zmiana |          |   |   |     |
| R               | 15 | Juraj Zaťko       |          | 2 zmiana |          |   |   |     |
| Trener          |    |                   |          |          |          |   |   |     |
| Emanuele Zanini |    |                   |          |          |          |   |   |     |

| Poz.              | Nr | Zawodnik                 | 1        | 2        | 3        | 4 | 5 | Pkt |
| ----------------- | -- | ------------------------ | -------- | -------- | -------- | - | - | --- |
| Ś                 | 5  | Sergiu Stancu            | 5 dwa    | 5 dwa    | 5 dwa    |   |   | 4   |
| P                 | 7  | Bogdan Alexandru Olteanu | 7 cztery | 7 cztery | 7 cztery |   |   | 9   |
| P                 | 9  | Florin Voinea            | 4 jeden  | 4 jeden  | 4 jeden  |   |   | 5   |
| R                 | 10 | Cristian Bartha          | 9 sześć  | 9 sześć  | 9 sześć  |   |   |     |
| Ś                 | 11 | Fabian Birău             | 8 pięć   | 8 pięć   | 8 pięć   |   |   | 5   |
| A                 | 14 | Adrian Radu Gontariu     | 6 trzy   | 6 trzy   | 6 trzy   |   |   | 18  |
| L                 | 17 | Adrian Nicolae Feher     | L        | L        | L        |   |   |     |
| Zmiany            |    |                          |          |          |          |   |   |     |
| A                 | 4  | Mircea Roman             |          | 2 zmiana |          |   |   |     |
| R                 | 8  | George Vlad Moisa        | 2 zmiana |          |          |   |   |     |
| P                 | 12 | Dan Borota               |          |          | 2 zmiana |   |   |     |
| P                 | 18 | Mihai Mărieş             | 2 zmiana |          |          |   |   |     |
| Trener            |    |                          |          |          |          |   |   |     |
| Stelian Moculescu |    |                          |          |          |          |   |   |     |

Statystyki meczowe
| Słowacja | STATYSTYKI        | Rumunia |
| 78       | MAŁE PUNKTY       | 59      |
| 43       | ATAK              | 37      |
| 9        | BLOK              | 3       |
| 5        | SERWIS            | 1       |
| 21       | BŁĘDY PRZECIWNIKA | 18      |

## Mecz o 3. miejsce

### Słowenia - Rumunia
Niedziela, 17 lipca 2011 – 16:00 (UTC+2) • Steel Aréna, Koszyce
Widzów: 1800
Czas trwania meczu: 77 minut
Sędziowie: Zorica Bjelić (Serbia) i Martin Hudík (Czechy)
| Słowenia         | 3:0                          | Rumunia                     |
| Alen Šket 15 pkt | (25:20, 25:18, 25:22) raport | Adrian Radu Gontariu 16 pkt |

| Poz.            | Nr | Zawodnik      | 1        | 2        | 3        | 4 | 5 | Pkt |
| --------------- | -- | ------------- | -------- | -------- | -------- | - | - | --- |
| Ś               | 2  | Alen Pajenk   | 9 sześć  | 4 jeden  | 7 cztery |   |   | 12  |
| A               | 5  | Alen Šket     | 7 cztery | 8 pięć   | 5 dwa    |   |   | 15  |
| Ś               | 7  | Matevž Kamnik | 6 trzy   | 7 cztery | 4 jeden  |   |   | 7   |
| R               | 10 | Dejan Vinčič  | 4 jeden  | 5 dwa    | 8 pięć   |   |   | 3   |
| P               | 11 | Vid Jakopin   | 5 dwa    | 6 trzy   | 9 sześć  |   |   | 10  |
| P               | 13 | Tine Urnaut   | 8 pięć   | 9 sześć  | 6 trzy   |   |   | 9   |
| L               | 8  | Miha Plot     | L        | L        | L        |   |   |     |
| Zmiany          |    |               |          |          |          |   |   |     |
| Ś               | 1  | Davor Čebron  |          |          | 2 zmiana |   |   | 1   |
| P               | 3  | Jan Planinc   |          |          | 2 zmiana |   |   |     |
| R               | 16 | Gregor Ropret |          |          | 2 zmiana |   |   |     |
| P               | 18 | Klemen Čebulj |          |          | 2 zmiana |   |   |     |
| Trener          |    |               |          |          |          |   |   |     |
| Veselin Vuković |    |               |          |          |          |   |   |     |

| Poz.              | Nr | Zawodnik             | 1        | 2        | 3        | 4 | 5 | Pkt |
| ----------------- | -- | -------------------- | -------- | -------- | -------- | - | - | --- |
| Ś                 | 2  | Radu Began           | 8 pięć   | 8 pięć   | 9 sześć  |   |   | 5   |
| Ś                 | 5  | Sergiu Stancu        | 5 dwa    | 5 dwa    | 6 trzy   |   |   | 9   |
| P                 | 9  | Florin Voinea        | 4 jeden  | 4 jeden  | 5 dwa    |   |   | 1   |
| R                 | 10 | Cristian Bartha      | 9 sześć  | 9 sześć  | 4 jeden  |   |   |     |
| P                 | 12 | Dan Borota           | 7 cztery | 7 cztery | 8 pięć   |   |   | 8   |
| A                 | 14 | Adrian Radu Gontariu | 6 trzy   | 6 trzy   | 7 cztery |   |   | 16  |
| L                 | 17 | Adrian Nicolae Feher | L        | L        | L        |   |   |     |
| Zmiany            |    |                      |          |          |          |   |   |     |
| A                 | 4  | Mircea Roman         | 2 zmiana |          |          |   |   |     |
| R                 | 8  | George Vlad Moisa    | 2 zmiana |          | 2 zmiana |   |   |     |
| P                 | 18 | Mihai Mărieş         |          | 2 zmiana |          |   |   |     |
| Trener            |    |                      |          |          |          |   |   |     |
| Stelian Moculescu |    |                      |          |          |          |   |   |     |

Statystyki meczowe
| Słowenia | STATYSTYKI        | Rumunia |
| 75       | MAŁE PUNKTY       | 60      |
| 40       | ATAK              | 29      |
| 9        | BLOK              | 6       |
| 8        | SERWIS            | 4       |
| 18       | BŁĘDY PRZECIWNIKA | 21      |

## Finał

### Hiszpania - Słowacja
Niedziela, 17 lipca 2011 – 19:00 (UTC+2) • Steel Aréna, Koszyce
Widzów: 4000
Czas trwania meczu: 137 minut
Sędziowie: Piotr Dudek (Polska) i Fabrizio Saltalippi (Włochy)
| Hiszpania          | 2:3                                        | Słowacja                |
| Sergio Noda 23 pkt | (22:25, 25:22, 26:24, 22:25, 12:15) raport | Peter Michalovič 20 pkt |

| Poz.                   | Nr | Zawodnik             | 1        | 2        | 3        | 4        | 5        | Pkt |
| ---------------------- | -- | -------------------- | -------- | -------- | -------- | -------- | -------- | --- |
| R                      | 1  | Guillermo Hernán     | 9 sześć  | 8 pięć   | 8 pięć   | 8 pięć   | 8 pięć   |     |
| P                      | 3  | Sergio Noda          | 7 cztery | 6 trzy   | 6 trzy   | 6 trzy   | 6 trzy   | 28  |
| P                      | 6  | Gustavo Delgado      | 4 jeden  | 9 sześć  | 9 sześć  | 9 sześć  | 9 sześć  | 10  |
| Ś                      | 10 | Jorge Fernández      | 5 dwa    | 4 jeden  | 4 jeden  | 4 jeden  | 4 jeden  | 11  |
| A                      | 14 | Ibán Pérez           | 6 trzy   | 5 dwa    | 5 dwa    | 5 dwa    | 5 dwa    | 24  |
| Ś                      | 16 | Julián García-Torres | 8 pięć   | 7 cztery | 7 cztery | 7 cztery | 7 cztery | 10  |
| L                      | 12 | Francesc Llenas      | L        | L        | L        | L        | L        |     |
| Zmiany                 |    |                      |          |          |          |          |          |     |
| P                      | 7  | Fran Rodríguez       | 2 zmiana | 2 zmiana | 2 zmiana | 2 zmiana | 2 zmiana | 1   |
| A                      | 9  | Daniel Rocamora      |          |          |          | 4 pusty  | 2 zmiana |     |
| P                      | 17 | Marlon Palharini     |          | 2 zmiana |          | 4 pusty  | 4 pusty  |     |
| Ś                      | 20 | José Miguel Sugrañes |          | 2 zmiana | 2 zmiana | 2 zmiana | 2 zmiana |     |
| Trener                 |    |                      |          |          |          |          |          |     |
| Fernando Muñoz Benítez |    |                      |          |          |          |          |          |     |

| Poz.            | Nr | Zawodnik         | 1        | 2        | 3        | 4        | 5        | Pkt |
| --------------- | -- | ---------------- | -------- | -------- | -------- | -------- | -------- | --- |
| A               | 1  | Milan Bencz      | 7 cztery | 8 pięć   | 7 cztery | 4 pusty  | 4 pusty  | 14  |
| R               | 2  | Michal Masný     | 4 jeden  | 5 dwa    | 4 jeden  | 5 dwa    | 4 jeden  | 4   |
| Ś               | 3  | Emanuel Kohút    | 9 sześć  | 4 jeden  | 9 sześć  | 4 jeden  | 9 sześć  | 16  |
| P               | 8  | Martin Sopko     | 5 dwa    | 6 trzy   | 5 dwa    | 6 trzy   | 4 pusty  | 8   |
| Ś               | 14 | Tomáš Kmeť       | 6 trzy   | 7 cztery | 6 trzy   | 7 cztery | 6 trzy   | 8   |
| P               | 18 | Lukáš Diviš      | 8 pięć   | 9 sześć  | 8 pięć   | 9 sześć  | 8 pięć   | 19  |
| L               | 9  | Roman Ondrušek   | L        | L        | L        | L        | L        |     |
| Zmiany          |    |                  |          |          |          |          |          |     |
| P               | 6  | Róbert Hupka     |          |          |          | 2 zmiana | 5 dwa    |     |
| R               | 15 | Juraj Zaťko      | 2 zmiana |          | 2 zmiana | 2 zmiana | 2 zmiana |     |
| A               | 25 | Peter Michalovič |          | 2 zmiana | 2 zmiana | 8 pięć   | 7 cztery | 20  |
| Trener          |    |                  |          |          |          |          |          |     |
| Emanuele Zanini |    |                  |          |          |          |          |          |     |

Statystyki meczowe
| Słowenia | STATYSTYKI        | Hiszpania |
| 107      | MAŁE PUNKTY       | 111       |
| 69       | ATAK              | 68        |
| 9        | BLOK              | 18        |
| 6        | SERWIS            | 3         |
| 23       | BŁĘDY PRZECIWNIKA | 22        |

## Klasyfikacja końcowa
| Miejsce | Drużyna   |
| ------- | --------- |
| 1       | Słowacja  |
| 2       | Hiszpania |
| 3       | Słowenia  |
| 4       | Rumunia   |

## Nagrody indywidualne
| Najlepszy zawodnik (MVP) | Najlepszy punktujący | Najlepszy atakujący | Najlepszy blokujący | Najlepszy zagrywający | Najlepszy libero | Najlepszy rozgrywający | Najlepszy przyjmujący |
| ------------------------ | -------------------- | ------------------- | ------------------- | --------------------- | ---------------- | ---------------------- | --------------------- |
| Tomáš Kmeť               | Sergio Noda          | Sergio Noda         | Tomáš Kmeť          | Alen Pajenk           | Roman Ondrušek   | Michal Masný           | Francesc Llenas       |